# Голока
 Голока  або  Голока Вріндавана - вічна обитель Крішни в Крішнаїзмі.
Голока описується в таких текстах індуїзму, як «Бхаґавата-Пурана» і «Брахма - самхита». Голока означає «планета корів» або «світ корів»: санскритське слово  "го"  перекладається як «корова» або як «почуття», а "лока" як «планета» або «мир».
Хоча в більшій частині тексту «Бхагават-Пурана» Крішна описується як космічний Вішну, Верховний Бог, під владою якого перебувають всі деви, в 10-й пісні він зображується як Верховна Особа Бога, що вічно мешкає у своїй духовній обителі Голока. «Бхагават-Пурана» описує Голоку як найбільш піднесену планету (Локу) серед усіх планет Вайкунтхі, як вищу трансцендентну обитель для відданих Крішни. Крішна відомий як захисник корів і відповідно на Голоці мешкає величезна кількість особливих духовних корів Сурабхі. Ця невимовно гарна земля, яку іноді також називають Вріндаван, сповнена багатства і достатку. На Голоці Крішна мешкає разом зі своєю жіночою іпостассю Радхою, і незліченною кількістю інших відданих. Він проводить свій час здійснюючи свої божественні гри. У кришнаїзмі Голоки досягають найбільш піднесені душі, повністю вільні від матеріальних бажань, які усвідомили свої вічні взаємини з Радхою і Крішною.
В вайшнавізмі Голока - це частина Вайкунтхі (світу Вішну), де Нараяна (Вішну) грає зі своїми чудовими коровами, як найбільш відданими і духовними істотами. Вішну в цій області називають Говінда, Крішна, Тірумали, Гопал.
У деяких храмах, таких як Шрі Свамінараян Мандір в Мумбаї, поклоняються мурті Радсі і Крішні, як Шрі Голокавіхарі і Радхікаджі. Голокавіхарі - це Крішна ( Віхар  означає «мешканець») і  Радхікаджі - це Радха, його вічна кохана.

## Див також
- Вайкунтха
- Вріндавана
- Говінда
- Брахма - самхита
- Сатчітананда